# Pawłów (gmina w powiecie buskim)
Pawłów – dawna gmina wiejska istniejąca do 1954 roku w woj. kieleckim. Nazwa gminy pochodzi od wsi Pawłów, lecz siedzibą władz gminy była Błotnowola. 
W okresie międzywojennym gmina Pawłów należała do powiatu stopnickiego w woj. kieleckim. Po wojnie gmina zachowała przynależność administracyjną. 12 marca 1948 roku zmieniono nazwę powiatu stopnickiego na buski. Według stanu z dnia 1 lipca 1952 roku gmina składała się z 9 gromad: Błotnowola, Brzostków, Ludwinów, Łęka, Parchocin, Pawłów, Świniary, Wełnin i Zielonki.
Jednostka została zniesiona 29 września 1954 roku wraz z reformą wprowadzającą gromady w miejsce gmin. Po reaktywowaniu gmin z dniem 1 stycznia 1973 roku gminy Pawłów nie przywrócono, a jej dawny obszar wszedł głównie w skład nowej zbiorowej gminy Nowy Korczyn.
Nie mylić z gminą Pawłów, położoną w latach 1973–1998 w woj. kieleckim (do 1975 powiat iłżecki/starachowicki).